# Радиопоглощающие материалы и покрытия

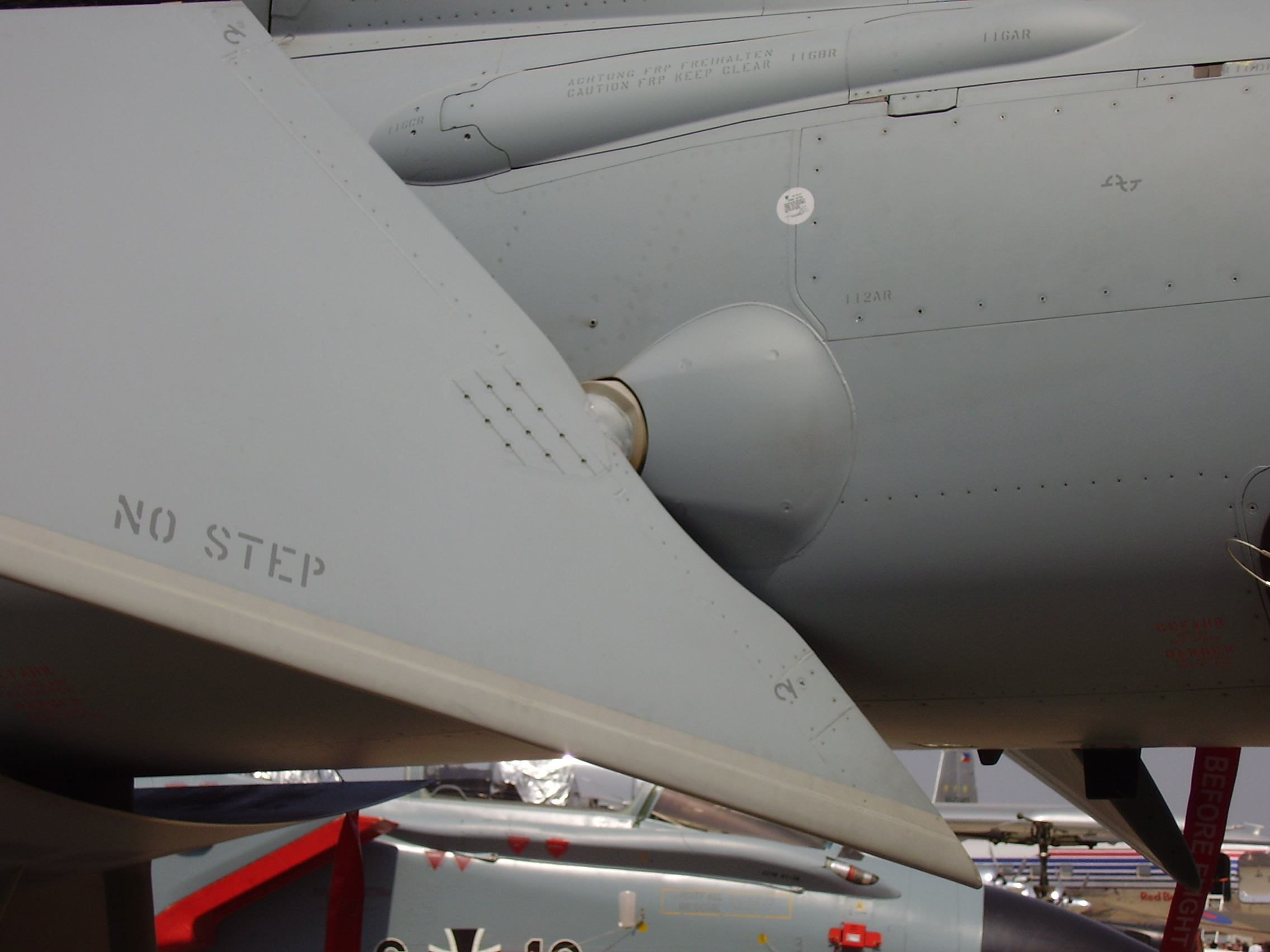
Передняя кромка поворотного ПГО многоцелевого истребителя Eurofighter Typhoon выполнена из радиопоглощающего материала.

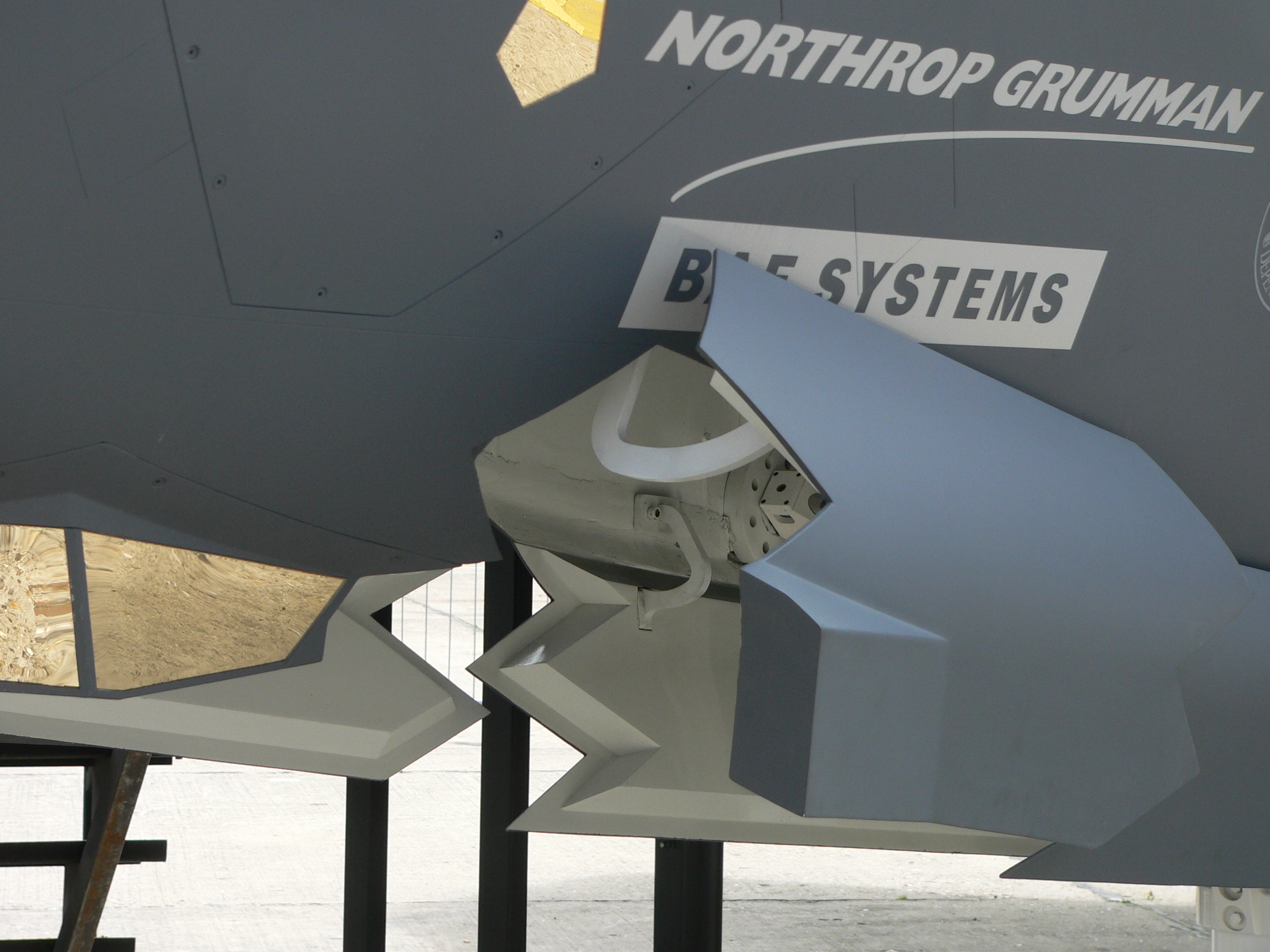
Многоцелевой истребитель F-35 Lightning II по характеристикам малой заметности превосходит многоцелевые истребители США предшествующего поколения, например F-16 Fighting Falcon. Створки отсека шасси с характерными пилообразными кромками.

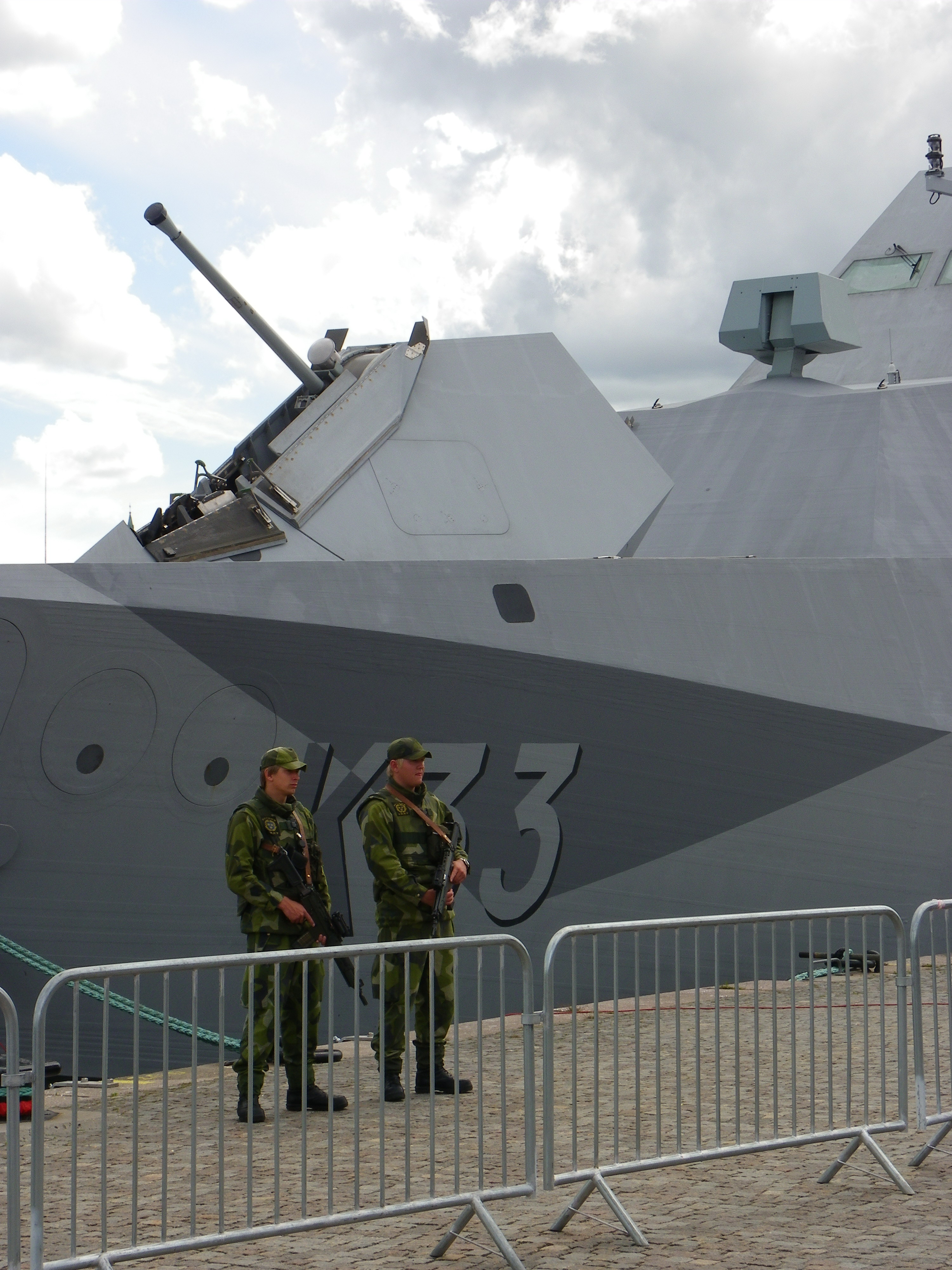
Одноорудийная башня, выполненная по технологии «стелс» корветов типа «Висбю» ВМС Швеции.

Радиопоглощающие материалы (РПМ) и Радиопоглощающие покрытия (РПП) представляют класс материалов, применяемых в технологии снижения заметности («стелс-технология») для маскировки средств вооружения и военной техники от обнаружения радиолокационными средствами противника. Являются составной частью общего направления, связанного с разработкой средств и методов уменьшения демаскирующих признаков оружия и военной техники в основных физических полях. При взаимодействии электромагнитного излучения с РПМ происходят одновременные процессы поглощения, рассеяния (вследствие структурной и геометрической неоднородности материала) и интерференции радиоволн.
Различие между собственно материалами (РПМ) и покрытиями (РПП) до некоторой степени условно и предполагает, что первые входят в состав конструкции объекта, а вторые — как правило, наносятся на его поверхности. Условность разделения связана и с тем обстоятельством, что любой радиопоглощающий материал является не только материалом, но микроволновым устройством-поглотителем. Способность материала поглощать высокочастотное излучение зависит от его состава и структуры. РПМ и РПП не обеспечивают поглощения излучения любой частоты, напротив, материал определенного состава характеризуется лучшей поглощающей способностью при определенных частотах. Не существует универсального поглощающего материала, приспособленного для поглощения излучения радиолокационной станции (РЛС) во всем частотном диапазоне.
Существует распространенное заблуждение относительно того, что в результате применения РПМ объект становится невидимым для локаторов. В действительности, применение радиопоглощающих материалов способно лишь существенно снизить эффективную поверхность рассеяния объекта в конкретном диапазоне частот РЛС, что, однако не обеспечивает полную «невидимость» объекта при иных частотах излучения. РПМ являются лишь слагаемым обеспечения низкой заметности объекта, среди которых:
конфигурация летательного аппарата (ЛА); конструктивно-компоновочные решения; широкое применение композиционных материалов, отсутствие собственных излучений и т. п.

## История создания
Самая первая разновидность РПМ, известная под маркой Schornsteinfeger (по кодовому названию проекта по защите подводных лодок от обнаружения РЛС союзников, установленных на противолодочных самолётах), представляла лёгкий слоистый материал, применённый немцами в годы Второй мировой войны для уменьшения отражающей способности шноркеля (перископа) подводных лодок при облучении РЛС с рабочей длиной волны от 3 до 30 см.
При толщине РПМ, равной 75 мм, структура материала представляла семь последовательно расположенных слоев графитонаполненной полупроводящей бумаги, разделённых между собой промежуточными слоями диэлектрика — поливинилхлоридного пенопласта. Положенный в основу данного РПМ принцип поглощения Jaumann Absorber поглотитель Яумана, см. ниже, назван по имени его создателя — профессора Иогана Яуманна (г. Брюн).
Другие первые РПМ и покрытия на их основе были созданы в виде композитов на основе карбонильного железа и ферритовых порошков. Но эти РПП из-за значительной массы не могли использоваться для радиомаскировки летательных аппаратов, кораблей легких классов и других легких видов военной техники.

## Типы РПМ и покрытий
Классификация типов РПМ и РПП достаточно условна. Здесь представлена классификация, употребительная, главным образом, в Англии и США.
Существует, по меньшей мере три типа РПМ: резонансные, нерезонансные магнитные и нерезонансные объёмные материалы. Резонансными или частотнонастроенными РПМ обеспечивается частичная или полная нейтрализация отраженного от поверхности поглотителя излучения частью его, прошедшей по толщине материала. Эффект нейтрализации значителен при толщине поглотителя, равной одной четверти длины волны излучения. В этом случае, отраженные поверхностью поглотителя волны находятся «в противофазе».
Резонансные материалы наносятся на отражающие поверхности объекта маскировки. Толщина РПМ соответствует четверти длины волны излучения РЛС. Падающая энергия высокочастотного излучения отражается от внешней и внутренней поверхностей РПМ с образованием интерференционной картины нейтрализации исходной волны. В результате происходит подавление падающего излучения. Отклонение ожидаемой частоты излучения от расчётной приводит к ухудшению характеристик поглощения, поэтому данный тип РПМ эффективен при маскировке от излучения РЛС, работающей на стандартной, неизменяемой моночастоте.
Нерезонансные магнитные РПМ содержат частицы феррита, распределенные в эпоксидном пластике или в покрытии. Нерезонансные магнитные РПМ рассеивают энергию высокочастотного излучения по большой поверхности. Основное преимущество нерезонансных магнитных РПМ состоит в их широкополосности — эффективности поглощения излучения в широком диапазоне частот. Напротив, эффективность резонансных РПМ ограничена узким диапазоном расчётных частот излучения.
Нерезонансные объёмные РПМ обычно используются в виде относительно толстых слоев, поглощающих большую часть подводимой энергии до подхода и возможного отражения волны от металлической задней пластины. Принцип работы основан на использовании как диэлектрических, так и магнитных потерь, последнее — за счет добавления соединений феррита. В некоторых случаях используется введение графита в пенополиуретановую матрицу.
Тонкие покрытия, полученные из диэлектриков и проводников, являются узкополосными, поэтому в тех случаях, когда добавленная масса и стоимость не являются критичными, используются магнитные материалы как в резонансных РПМ, так и в нерезонансных РПМ.
Градиентные РПМ — многослойные структуры с плавным или ступенчатым изменением по толщине комплексной диэлектрической (или магнитной) проницаемости, увеличение тангенса угла диэлектрических потерь стремятся обеспечить в направлении к задней поверхности. Этот тип РПМ технологически сложен в изготовлении.

## РПМ, содержащие ферромагнитные порошки

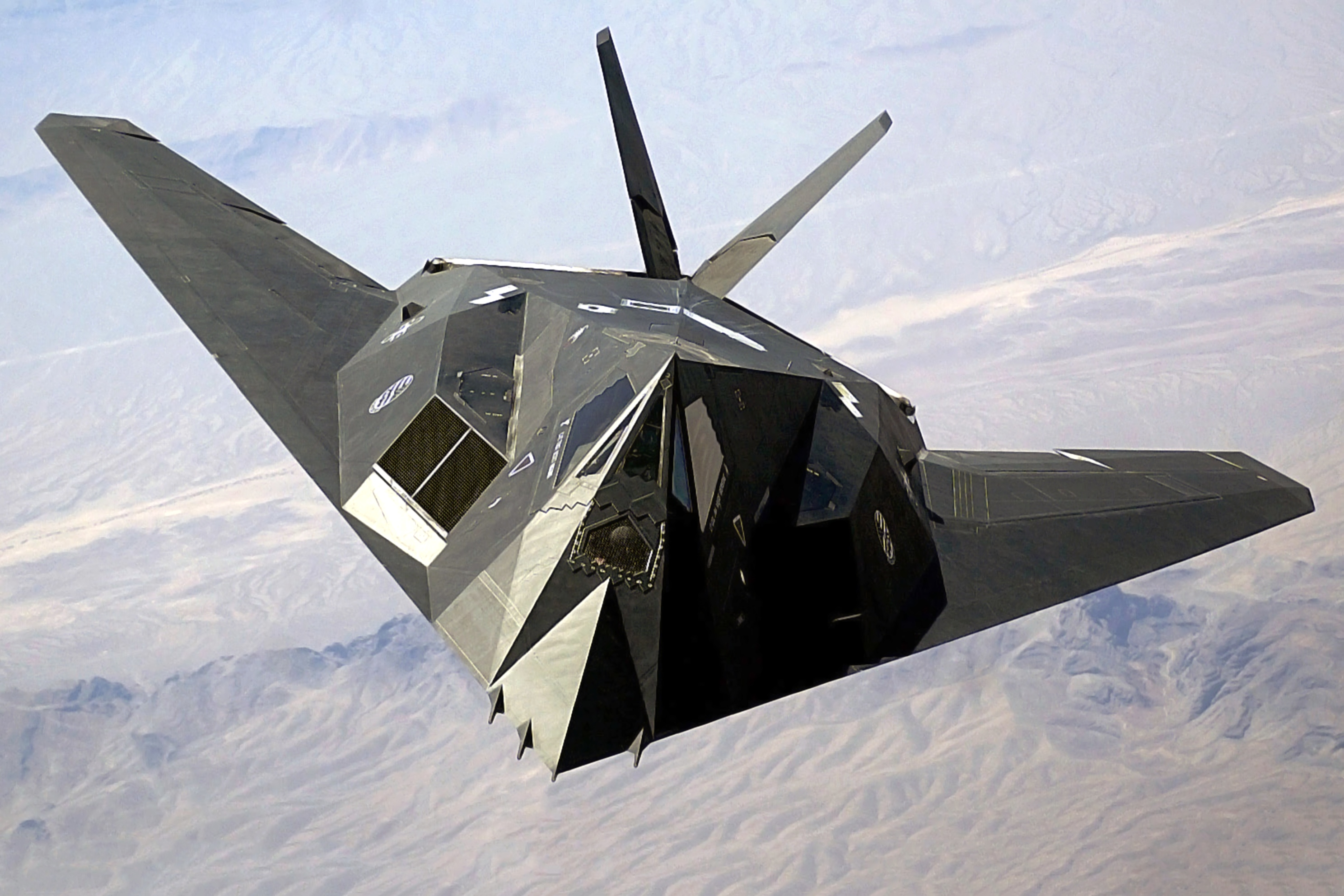
На внешних поверхностях Lockheed F-117 Nighthawk нанесено покрытие iron ball paint.

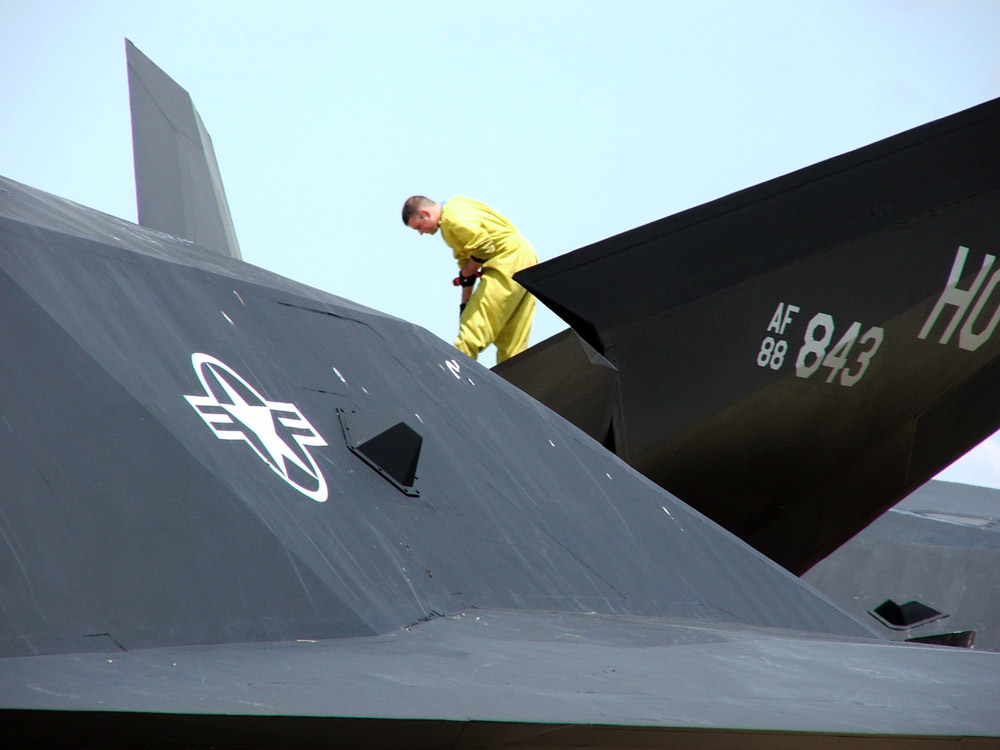
Характерные плоские элементы поверхности фюзеляжа самолета F-117 «Найтхок» из РПМ Fibaloy. Плоская управляющая поверхность (англ. ruddervator) V-образного хвостового оперения.

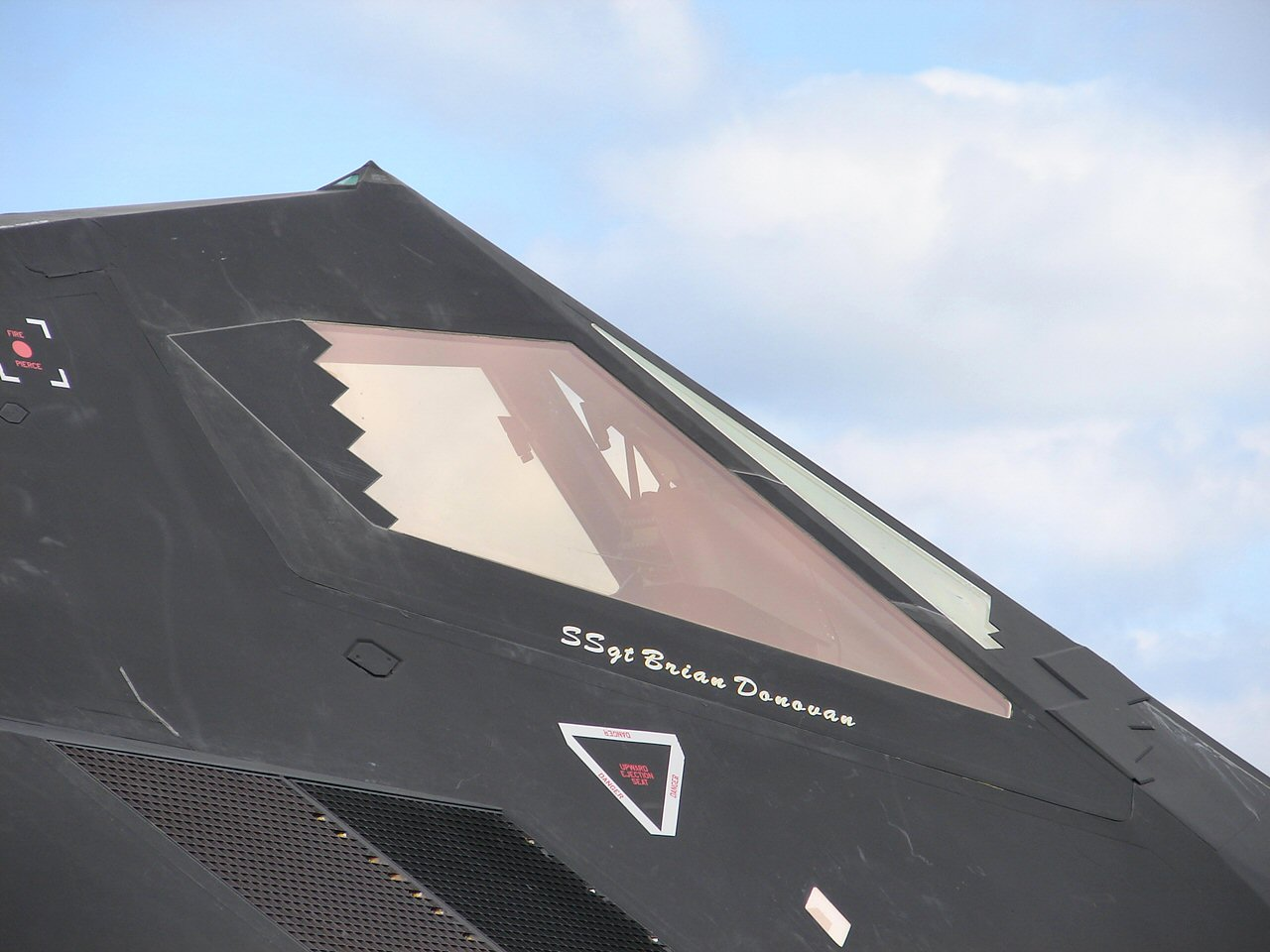
Боковое остекление кабины пилота F-117. Пилообразная задняя кромка заделки прозрачного стеклоблока.

Одним из наиболее известных типов РПП является покрытие «iron ball paint», содержащее дисперсные микросферы, покрытые карбонильным железом или ферритом. Высокочастотное излучение РЛС, действуя на покрытие, вызывает молекулярные колебания в покрытии в результате наложения переменного магнитного поля, что сопровождается превращением энергии ЭМ излучения в тепло. Тепло передается конструкции ЛА и рассеивается.
Использовалось на разведывательном самолёте «Локхид» SR-71 Blackbird. Была разработана специальная конструкция планера самолёта, не содержащая вертикальных поверхностей. Покрытие способно поглощать радиоволны в определенном диапазоне частот РЛС. При облучении радиоволнами, содержащиеся в покрытии молекулы феррита под действием переменного магнитного поля приходят в колебательное движение, преобразуя энергию высокочастотного излучения в тепло.  В данном случае имеет место тот же физический принцип, в рамках которого происходит разогрев воды в микроволновой (высокочастотной) печи. На самолете F-117 «Найтхок» покрытием с микросферами феррита заполнялись зазоры между плитками РПМ, наклеенными на поверхность фюзеляжа.
Другой тип РПМ, работающий на аналогичном принципе магнитных потерь, выполнен в виде листов неопренового каучука, наполнителем которого являются зерна феррита или частицы графита (содержащими около 30 % кристаллического углерода), распределенные в полимерной матрице. Плитки такого материала устанавливались на первых модификациях самолёта F-117A.
ВВС США приняли на вооружение радиопоглощающее покрытие, на основе композиции ферромагнитной жидкости и немагнитных материалов. При использовании этого покрытия с уменьшенной способностью отражения электромагнитных волн, достигается снижение радиолокационной заметности летательных аппаратов.

## РПМ на основе наноструктур
В ОАО "НИИ Феррит-Домен" получены экспериментальные образцы РПП на основе нанесенной на гибкую подложку из арамидной ткани тонкой пленки гидрогенезированного аморфного углерода с ферромагнитными наночастицами. Основными преимуществами этого РПП на основе наноструктур являются малая удельная масса, прочность и термостойкость, устойчивость к агрессивным средам.

## РПМ на основе диэлектрических потерь
Тип РПМ, представляющих собой чередование диэлектрических и проводящих слоев. Уменьшение уровня отражённого сигнала достигается за счёт противофазного сложения волн, отразившихся от металлической поверхности объекта, диэлектрических прослоек и электропроводящих слоев.

### Покрытие Яумана
Покрытие или поглотитель Яумана представляет собой радиопоглощающее устройство. В том виде, как оно было создано в 1943 году, состояло из двух отражающих поверхностей и проводящего заземлённого экрана, с равными расстояниями между ними. Некоторые полагают, что покрытие Яумана является обобщенным случаем многослойного экрана Сэлисбери (Salisbury), ввиду схожести их принципов работы.
Являясь резонансным поглотителем (использующим интерференцию волн для подавления отражённой волны) покрытие Яумана использует фиксированное расстояния λ/4 (четверти длины волны) между первой отражающей поверхностью и заземленным экраном, и между обеими отражающими поверхностями (суммарная толщина λ/4 + λ/4).
Покрытие Яумана (при использовании двухслойной схемы) даёт два максимума поглощения по диапазону длин волн. Все слои покрытия должны быть параллельными между собой и параллельны токопроводящей поверхности, которую они экранируют.
В окончательном варианте, принятом для установки на подводной лодке, покрытие Яумана представляло набор параллельных отражающих листов, разделённых слоями диэлектрика (пенопласта). Проводимость этих листов увеличивается по мере приближения к защищаемой металлической поверхности.

## Полимерные композиционные материалы специального назначения
«Суперпластики» (от англ. super plastics) — группа полимерных композиционных материалов (ПКМ), превосходящих по удельной прочности высокопрочные стали и титановые сплавы, и способные поглощать электромагнитное излучение. При использовании в конструкции фюзеляжа самолета, являются «прозрачными» для излучения РЛС, в отличие от металлов, обладающих свойством отражения падающего излучения в сторону излучателя, при нормальном расположении поверхности самолета относительно падающего излучения.
Являются предметом экспортного контроля материалы, специально созданные для применения в виде поглотителей электромагнитного излучения, либо естественно проводящие полимеры, в частности:
- материалы, поглощающие электромагнитное излучение с частотами, превышающими 2⋅108 Гц, но меньшими 3⋅1012 Гц (диапазон сверхвысоких частот, СВЧ-диапазон)
- Естественно проводящие полимеры с объемной проводимостью, превышающей 10000 Сименс/м, и с поверхностным удельным сопротивлением менее 100 Ом на основе следующих полимеров:
  - Полианилин;
  - Полипиррол;
  - Политиофен;
  - Полифенилен-винилен.

## Снижение ЭПР
Для уменьшения радиолокационной заметности летательных аппаратов, ракет, кораблей и других видов военной техники принципиально важным является снижение ЭПР. При меньшей ЭПР самолет или иной вид носителя может долгое время оставаться необнаруженным со стороны РЛС наземных средств ПВО или бортовой РЛС другого самолета. Существуют различные средства и способы уменьшения ЭПР. При этом важно следующее, для данного типа радиолокационной станции, дальность обнаружения цели изменятся пропорционально корню четвёртой степени ЭПР цели. Для уменьшения дальности обнаружения в 10 раз, ЭПР объекта (цели) следует уменьшить в 10 тыс. раз.

### Особая форма конструкции
Является одним из эффективных способов уменьшения ЭПР летательного аппарата (ЛА), при котором его отражающие поверхности способны отражать электромагнитную энергию в сторону от источника излучения. Целью в данном случае является создание «конуса радиомолчания» относительно направления движения ЛА. Ввиду того, что излучение энергии имеет место, средством противодействия этому методу является использование пассивных (мультистатических) РЛС.

### Основные источники отраженного излучения авиационных конструкций
- воздухозаборники и выходные сопла
- антенны и антенные обтекатели
- кабина экипажа
- внешние подвески
- фюзеляж
- места сопряжения фюзеляжа с хвостовым оперением
- киль
- уголковые отражатели.

В середине 1970-х DARPA курировала разработку ЛА по проекту HAVE Blue - «демонстратор технологии Стелс» (с 1976 по 1979 годы), совершившего первый полёт в конце 1977 года. Позднее на базе этого проекта был создан ударный самолет F-117A - первый реальный боевой ЛА малой заметности.
В США применение РПМ в конструкциях самолётов обычной схемы началось в конце 1950-х годов. Такие материалы применены на высотном самолёте-разведчике Lockheed U-2. Цель применения РПМ двоякая — снизить ЭПР самолёта в конкретном диапазоне частот РЛС, и изолировать работу многочисленных бортовых антенных устройств во избежание взаимных помех.
- самолёт-разведчик «Локхид» SR-71 Blackbird — указано выше
- штурмовик А-10 в конструкции самолёта применяются радиопоглощающие материалы. Они занимают 20 процентов площади крыла (вероятно нижняя поверхность в местах сопряжения с фюзеляжем).

Применение РПМ в конструкциях ЛА, малая заметность которых задана в качестве ключевого элемента их выживаемости.
- Стратегический бомбардировщик Northrop B-2 Spirit
- Многоцелевой истребитель пятого поколения F-35 Lightning II
- Многоцелевой истребитель пятого поколения F-22 Raptor
  - В конструкции сопловых устройств применен новый РПМ на основе керамики для снижения радиолокационной и ИК заметности. Широкополосный РПМ конструктивно оформляет кромки крыла самолёта.
- Опытный разведывательно-ударный вертолет RAH-66 Comanche